# Handlijnkunde

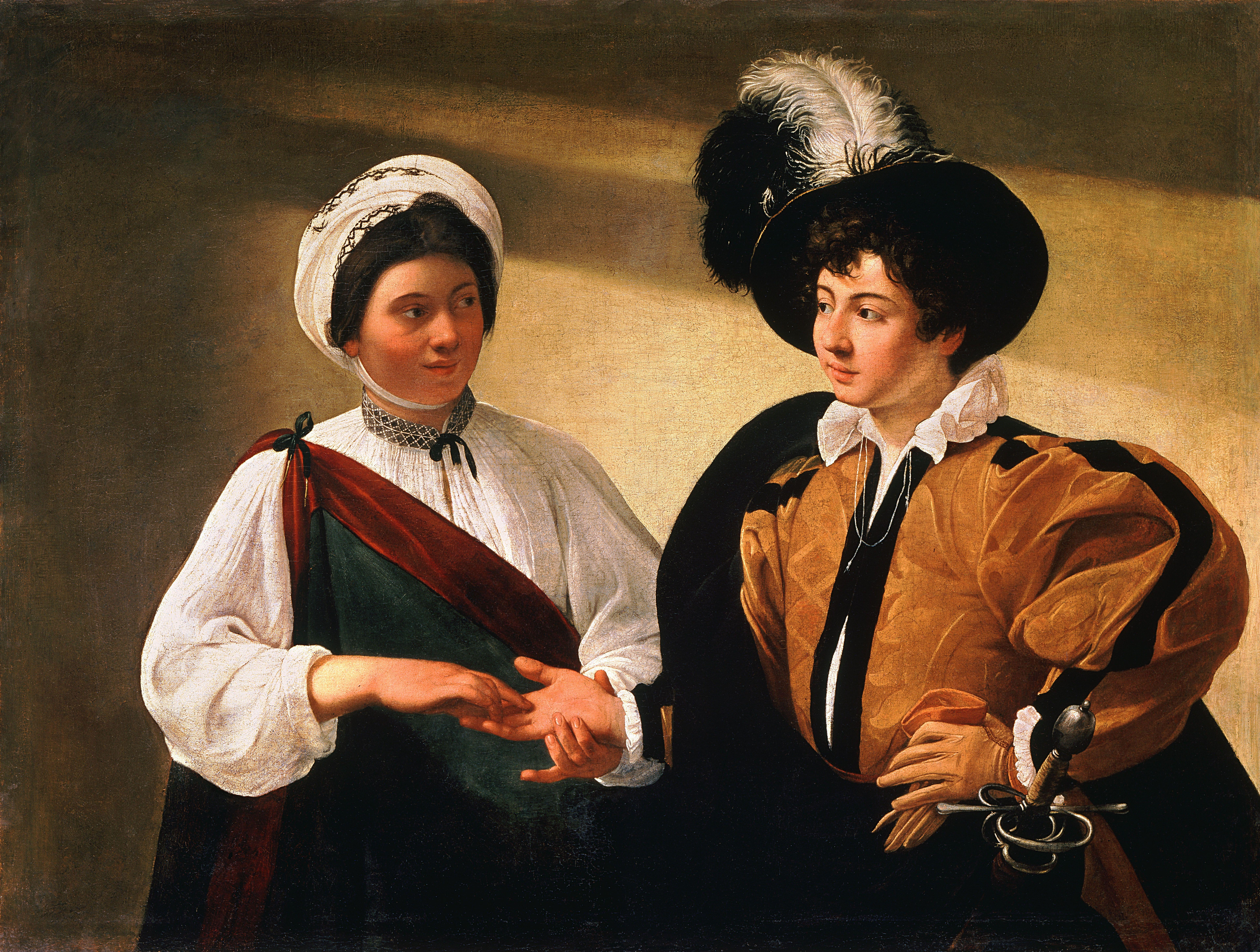
De waarzegster van Caravaggio (1596-97) ontdoet het subject slinks van zijn ring.

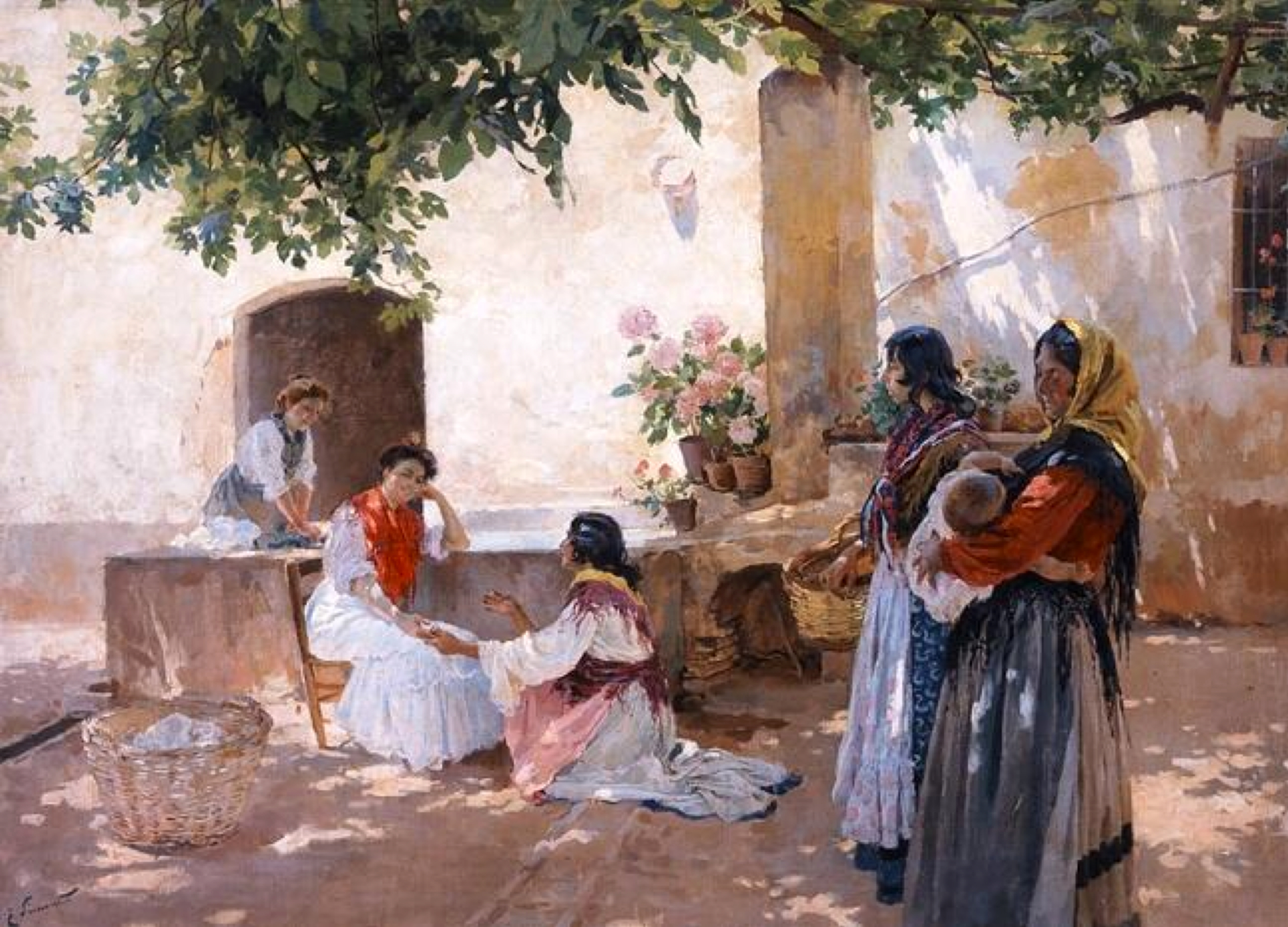
De waarzegster van Enrique Simonet (1899)

Handlijnkunde (of chiromantie, van het Griekse cheir, "hand" en manteia, "het voorspellen") is een vorm van waarzeggerij waarbij getracht wordt iemands toekomst en karaktereigenschappen af te leiden uit de lijnen en andere kenmerken van zijn hand. Het handlezen komt overal ter wereld voor, in talloze variaties. Handlijnkunde is een pseudowetenschappelijke praktijk Het Forer-effect en tunnelvisie kunnen verklaren waarom veel subjecten de uitkomst accepteren.
In Europa en Amerika wordt vaak rechtstreeks uit de hand gelezen, terwijl in India vaak de hand met een rubberen rol vol stempelinkt wordt gesmeerd en dan op een vel wit papier wordt afgedrukt. Zo wordt eigenlijk de negatieve afdruk gelezen.
Door de meeste beoefenaars wordt aangenomen dat de linkerhand het potentieel aangeeft en de rechterhand hoe dit in het leven wordt gerealiseerd. Ook wordt vaak aangenomen dat de handlijnen in de loop van het leven kunnen wijzigen na een of andere persoonlijke gebeurtenis.

## Geschiedenis

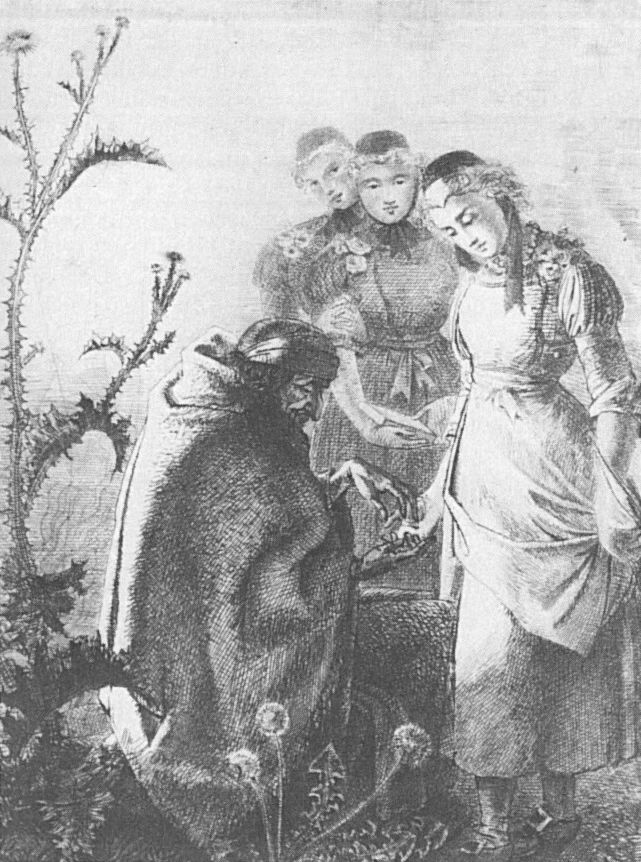
De oude zigeunerin leest de hand van het meisje, Ludwig Emil Grimm, 1826

De herkomst is nog niet geheel duidelijk, maar er wordt aangenomen dat handlijnkunde dateert van in de tijd van de Indiase, Hindoe-astrologie (in het Sanskriet gekend als Jyotish) en de Roma (zigeuner) toekomstvoorspellers. De Indische wijze Valmiki zou volgens de overlevering een boek geschreven hebben dat (vertaald) "De leringen van de hindoese wijze Valmiki over het lezen van de mannelijke handpalm " getiteld was. Het bevatte 567 stanza's en werd meer dan 5000 jaar geleden geschreven. Vanuit India verspreidde de kunst van het handlezen zich over China, Tibet, Egypte, Perzië en naar Europa. Het handpalmlezen kwam naar China omstreeks 3000 v.Chr. en vond zijn weg naar Griekenland waar Anaxagoras het beoefende.
In de middeleeuwen werd handlezen gebruikt door heksenjagers die pigmentatievlekken interpreteerden als een teken van een pact met de duivel. Na een periode in diskrediet te zijn gevallen, bloeide het handlezen terug op in de renaissance. In de 17e eeuw werden pogingen ondernomen om het handlezen een empirische en rationele fundering te geven om haar basisprincipes vast te leggen. Na een nieuwe periode van verval gedurende de Verlichting, kwam er een populaire revival onder invloed van het 19e-eeuws werk van Casimir d'Arpentigny, Louis Hamon (bijgenaamd Cheiro) en William Benham. In de 20e eeuw kreeg de handlijnkunde opnieuw belangstelling bij onder meer de volgelingen van Carl Jung.
Moderne handlezers combineren de traditionele voorspelkunst met inzichten uit psychologie, holistische geneeskunst en andere methodes van voorspelling.

### Een overzicht
- De geleerde Duitse priester en astroloog Johannes Indagine publiceerde in 1522 Introductiones apotelesmaticae, dat hij het jaar nadien in het Duits uitgaf als Die Kunst der Chiromantzey.
- Kapitein Casimir Stanislas D'Arpentigny publiceerde La Chirognomie in 1839
- Adrien Adolphe Desbarolles publiceerde Les Mysteres de la Main in 1859
- Katherine Saint-Hill richtte the Chirological Society of Great Britain op in 1889
- Edgar de Valcourt-Vermont (Graaf de St Germain) stichtte the American Chirological Society in 1897
- Count Louis Hamon (Cheiro) publiceerde Cheiro's Language of the Hand in 1894
- William Benham publiceerde The Laws of Scientific Hand Reading in 1900
- Charlotte Wolff publiceerde boeken in de periode 1936-1969, die bijdroegen tot een wetenschappelijke chiromantie.
- Noel Jaquin publiceerde over handleeskunde in de periode 1925-1958, om een wetenschappelijke vorm van chiromantie te vestigen
- Arnold Holtzman was een pionier in de psychodiagnostische chiromantie

## Technieken
Voor het evalueren van iemands karakter en toekomstig leven wordt niet alleen naar de lijnen in de hand gekeken, maar ook bijvoorbeeld naar de vorm van de handen en de vingers.

### De belangrijkste lijnen

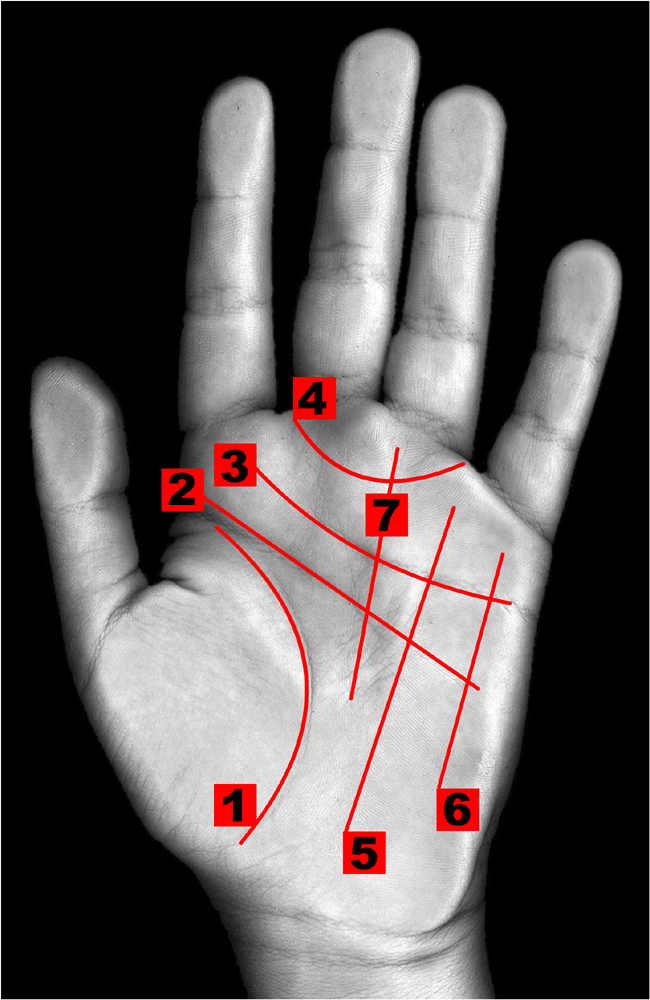
1. levenslijn - 2. hoofdlijn - 3. hartlijn - 4. Venuslijn - 5. Zonnelijn - 6. Mercuriuslijn - 7. Lijn van het lot.

De drie lijnen die praktisch op alle handen voorkomen krijgen bij een analyse het meeste gewicht:
1. De meest controversiële lijn in de hand is de levenslijn, die iemands vitaliteit, fysieke gezondheid en algemeen welzijn zou representeren. Van deze lijn wordt ook aangenomen dat zij de belangrijkste koersveranderingen en gebeurtenissen in in iemands leven weergeeft, dus bijvoorbeeld ook ongelukken en verhuizingen. Moderne handlijnkundigen geloven niet dat de lengte van de lijn een indicatie is voor de lengte van iemands leven.
2. De volgende lijn die geïnterpreteerd wordt is de hoofdlijn die onder meer informatie zou onthullen over iemands geest, zijn intelligentie, hoe hij werkt, communiceert en zijn vermogen tot kennisverwerving.
3. De hartlijn is de eerste lijn die door de handlijnkundigen bekeken wordt. Hierbij interpreteren ze deze lijn als een indicatie voor zaken die te maken hebben met het hart, zowel in metaforische als fysieke zin. Ze geeft aanwijzingen over emotionele stabiliteit, romantische perspectieven, depressies, stoïcisme en de conditie van het hart.

### De belangrijkste bergen
- Venusberg = het kussen van de duim: een kleine venusberg wijst op een gevoelig karakter, een normale venusberg op een aangenaam en vriendelijk karakter. Een gespierde wijst dan weer op lichtzinnigheid en gemakszuchtigheid.
- Jupiterberg = kussen van de wijsvinger
- Saturnusberg = kussen van de middenvinger: normaal wijst op orde en regelmaat, terwijl een grote wijst op spaarzaamheid
- Apolloberg = berg van het ideaal = kussen van de ringvinger: Bij afwezigheid is men materialistisch ingesteld terwijl bij een goed ontwikkelde idealistisch is. Verticale streepjes erop wijzen op een kunstzinnig talent en horizontale op remmingen.
- Mercuriusberg = kussen van de pink: goed ontwikkelde berg wijst op een humoristische aanleg en een slagvaardigheid.
- Maanberg = berg van de romantiek = kussen aan de tegenovergestelde kant van het kussen van de duim: Een kleine berg wijst op koelheid, verstandigheid en ongelukkigheid. Een grotere wijst op een romantische ziel en een uitgesproken ontwikkeling wijst dan weer op zelfoverschatting, heerszucht en zelfvertrouwen. Schuine strepen erop wijzen op zin voor avontuur.
- Klein Marsberg = berg van de agressie = plek tussen venusberg en Jupiterberg: Bij afwezigheid gaat het van vredelievendheid richting gebrek aan zelfvertrouwen. Een sterke ontwikkeling wijst dan eerder op strijdlustigheid en woede-uitbarstingen. Heel uitgesproken kleine Marsbergen wijst op een agressief karakter.
- Grote Marsberg = berg van zelfbeheersing = plek tussen Mercuriusberg en Maanberg: Geen grote Marsberg wijst op gebrek aan zelfbeheersing. Bij een krachtige ontwikkeling is het eerder jaloersheid en wraak.

## Wetenschappelijk onderzoek
Sommige auteurs, zoals Jennifer Hirsch ('The craft of palmistry', 2004)  maken een onderscheid tussen chirologie en chiromantie of handlijnkunde. Chirologie claimt een wetenschappelijke status omdat zij bijvoorbeeld geen voorspellingen doet. Het blijft echter gaan om een pseudowetenschap, die beweert de correlaties te bestuderen tussen enerzijds de vorm van de hand en de plooien van de huid en anderzijds bepaalde fysieke en mentale neigingen. 
Er is weinig verifiërend onderzoek gedaan naar de betrouwbaarheid en validiteit van de handlijnkunde. Meestal werd het onderzoek door handlijnkundigen zelf verricht. Een van de uitzonderingen vormt de reeks onderzoeken van psycholoog Martijn van Mensvoort. Tot dusver is er geen overtuigend wetenschappelijk bewijs gevonden van een relatie tussen fysieke kenmerken van de handen en karaktertrekken van de persoon in kwestie, laat staan zijn of haar toekomst.